# کلاوس شوتس
کلاوس شوتس (آلمانی: Klaus Schütz; زاده ۱۷ سپتامبر ۱۹۲۶ – درگذشته ۲۹ نوامبر ۲۰۱۲) یک سیاستمدار اهل آلمان بود.
وی در سال‌های ۱۹۶۷ تا ۱۹۶۸ رئیس بوندسرات و در سال‌های ۱۹۶۷ تا ۱۹۷۷ شهردار برلین غربی بود. پس از استعفا تا سال ۱۹۸۱ به عنوان سفیر آلمان غربی در اسرائیل خدمت کرد و پس از آن تا سال ۱۹۸۷ رئیس دویچه وله شد.
وی در ۲۹ نوامبر ۲۰۱۲ در سن ۸۶ سالگی بر اثر سینه‌پهلو در برلین درگذشت.